# Vlag van Santiago del Estero

Vlag van Santiago del Estero

De vlag van Santiago del Estero werd op 17 april 1986 in gebruik genomen op initiatief van de provinciale afgevaardigde Dario Augusto Moreno. Ze toont vijf verticale banen in de kleurencombinatie lichtblauw-wit-rood-wit-lichtblauw. De onderlinge verhouding tussen deze banen is 3:1:4:1:3 en de hoogte-breedteverhouding is 10:25. In het midden van het rode deel staat een gouden zon met acht rechte en acht vlammende zonnestralen, met in het midden van de zon een Sint-Jacobskruis.
De kleuren lichtblauw en wit verwijzen naar de vlag van Argentinië en symboliseren de status van Santiago del Estero als Argentijnse provincie. Het rode vlak is vierkant en staat voor het federalisme.
De zon in het midden van de vlag, wiens diameter een derde van een zijde van het rode vlak is, verwijst naar de zon op de nationale vlag en is een symbool van de erfenis van de Indianen. Het kruis verwijst naar de Orde van Santiago en is een symbool van de Spaanse wortels van het huidige Argentinië; meer algemeen staat het kruis voor het christendom.
Het is iedereen binnen de provincie toegestaan om de vlag te hijsen.